# Teatro dialettale
Per teatro dialettale si intende la produzione drammaturgica e
commediografa nazionale che, piuttosto che esprimersi nella lingua ufficiale del paese d'appartenenza, lo fa tramite l'utilizzo dei dialetti o delle lingue regionali.

## Italia
L'evoluzione del teatro dialettale in paesi come l'Italia è difficilmente ricostruibile a causa dell'enorme diversità linguistica del paese: nonostante questo, è bene ricordare come il teatro dialettale venga spesso assimilato al teatro nazionale, infrangendo quindi la divisione che caratterizza il teatro nazionale come espressione del popolo tramite il proprio idioma.
Il teatro dialettale venne conosciuto ed apprezzato con il diffondersi del teatro popolare a carattere regionale. Dopo il lungo periodo barocco - che preferiva l'iperbolico - il teatro trasportava il pubblico in un contesto reale, mai valorizzato prima di allora, con dialoghi dialettali.
Il riformista Goldoni faceva così dialogare i personaggi in veneziano oltre che nell’italiano di base toscana e, abbandonando anche le maschere, rendeva le commedie più buffe e reali. Pietro Antonio Caracciolo scriveva le sue opere anche in napoletano, Giuseppe Bevilacqua in veneto e Giovanni Meli in siciliano. A questo si è aggiunto il teatro dialettale moderno creato da Eduardo Scarpetta, e che vede tra i suoi più importanti esponenti Pio De Flaviis.

## Area tedesca e olandese
Negli anni 1960-1970 venne coniato il termine "Rinascimento dialettale" (Dialektrenaissance), in relazione alla parziale rinascita di alcune espressioni pubbliche in un linguaggio dialettale, o dialetto regionale, e di spettacoli teatrali e musicali in dialetto. Fino ad allora, i dialetti nell'area linguistica tedesco-olandese erano stati essenzialmente considerati in via di estinzione. Anche prima e dopo la seconda guerra mondiale, molti li consideravano superflui o un ostacolo alla comunicazione; al contrario, teatri come il Millowitsch-Theater a Colonia, il Teatro Ohnsorg di Amburgo, la serie televisiva Der Komödienstadel e sempre più gruppi musicali e cantanti con target giovanile cercarono di ridare speranza al dialetto. Gli atteggiamenti del pubblico cambiarono in modo che sempre più persone credevano che il dialetto dovesse essere preservato. Di conseguenza, in molte aree il dialetto venne rivalutato, anche se rimane comunque in declino in tutta l'area linguistica tedesco-olandese.